# قائمة زملاء الجمعية الملكية المنتخبين في 1675
هذه الصفحة تعرض قائمة زملاء الجمعية الملكية المُنتخبين لعام 1675.

## الزملاء
1. George Savile, 1st Marquess of Halifax [الإنجليزية]‏
2. Sir Paul Whichcote, 2nd Baronet [الإنجليزية]‏